# Антон (Болгарія)
Анто́н (болг. Антон) — село в Софійській області Болгарії. Адміністративний центр общини Антон.

## Населення
За даними перепису населення 2011 року у селі проживали 1599 осіб.
Національний склад населення села:
| Національність   | Кількість осіб | Відсоток |
| ---------------- | -------------- | -------- |
| болгари          | 1407           | 90,7%    |
| цигани           | 37             | 2,4%     |
| турки            | 3              | 0,2%     |
| інша             | 8              | 0,5%     |
| не визначились   | 96             | 6,2%     |
| Всього відповіли | 1551           |          |

Розподіл населення за віком у 2011 році:
Динаміка населення: